# Vuelve a mí
Vuelve a mí est une telenovela américaine diffusée entre le 9 octobre 2023 et le 16 février 2024 sur Telemundo,.

## Synopsis
Nuria est une femme de loisirs qui exerce une relation avec Braulio sans savoir qu'elle est l'un des dus de l'entreprise qui travaille pour pouvoir entretenir son fils et son épouse. Les principales vies des personnages s'emboîtent à travers le tragique séquestre d'Andrés, le fils de Nuria. Votre force est seule proportionnelle à l’amour que vous ressentez pour votre enfant.
Au moment où il espérait moins, Santiago partit vers sa vie pour ne plus se transformer en solo dans l'œuvre principale qui relie la mère désespérée à son enfant séquestré, mais qui sera aussi le grand amour de sa vie, et le pilier qui maintient son espérance en vie. un voyage rempli d'obstacles.

## Distribution
- William Levy : Santiago Zepeda[4]
- Samadhi Zendejas : Nuria García[4]
- Kimberly Dos Ramos : Liana Corrales
- Ximena Herrera : Amelia San Román
- Ferdinando Valencia : Braulio Zepeda
- Rodolfo Salas : Fausto Meléndez
- Christian de la Campa : Diego Carranza
- Laura Flores : Martha Guevara
- Geraldine Galván : Consuelo García
- Amaranta Ruiz : Rosalía García
- Christian Ramos : Jeremías Montejo «El Chalo»
- Anna Sobero : Aída Jiménez
- Anthony Álvarez : Isidro Sánchez «El Tigre»
- Eduardo Ibarrola : Raymundo
- Ariana Saavedra : Eugenia López
- Diego Klein : Jacinto Bermúdez
- Leonardo Daniel : José María «El Chema»
- Fernando Ciangherotti : Roberto Zepeda
- André Sebastián : Andrés García

## Diffusion
- Telemundo (2023)